# Museu Regional de São João del-Rei
O Museu Regional de São João del-Rei é um museu histórico e artístico que ocupa o casarão que pertenceu ao comendador João Antônio da Silva Mourão na cidade de São João del-Rei, na então província de Minas Gerais.

## Prédio
O prédio que abriga o museu foi construído em 1859 no Largo do Tamandaré e possui três pavimentos. O casarão foi feito para abrigar a família e o comércio do comendador João Antônio da Silva Mourão (1806-1866) durante o último circulo do ouro na cidade. A casa ocupa um quarteirão inteiro, é situada em frente a praça principal e a sua fachada conta com elementos arquitetônicos do barroco, do neoclassicismo e do rococó, sendo uma representação da arquitetura colonial mineira. O prédio foi tombado pelo Instituto do Patrimônio Histórico e Artístico Nacional (IPHAN) em 1946.

## História
Após a morte de Mourão, seu herdeiros resolveram vender o terreno do casarão para empresários que desejavam construir um hotel no local, em 1926. Na década de 40, contra uma determinação do IPHAN mas com a permissão da prefeitura, o prédio começou a ser destruído. A disputa pela permanência ou não do prédio foi levada ao então presidente da república Eurico Gaspar Dutra, que deu o aval para que o prédio fosse mantido para utilidade pública. Inicialmente o prédio foi restaurado para servir apenas como preservação do patrimônio histórico da cidade, mas em 1963 foi criado o museu.O prédio está atualmente em processo de restauração, com o objetivo de reformar o seu interior com a inserção de novas alas e espaços, e detalhes da fachada do museu como o beiral das janelas.

## Acervo
O acervo do museu foi adquirido entre os anos de 1956 e 1963 e conta com objetos que mostram como era a vida colonial na cidade entre séculos XVII e XX, possuindo mobílias, documentos, instrumentos musicais, pinturas, exposição dos meios de transporte usados ao decorrer dos anos, utensílios e imagens e objetos da vida religiosa loca. Nos andares inferiores onde funcionava a loja de secos & molhados da família há artigos sobre o comércio da época e em cima, no quartos principais, os objetos da vida privada dos antigos donos da casa.